# 118-я лёгкая пехотная дивизия (вермахт)
118-я лёгкая пехотная дивизия (нем. 118. Jäger-Division) — тактическое соединение сухопутных войск вооружённых сил нацистской Германии. Принимала участие во Второй мировой войне. Использовалось в борьбе с партизанами на территории Югославии.

## История существования

### Формирование

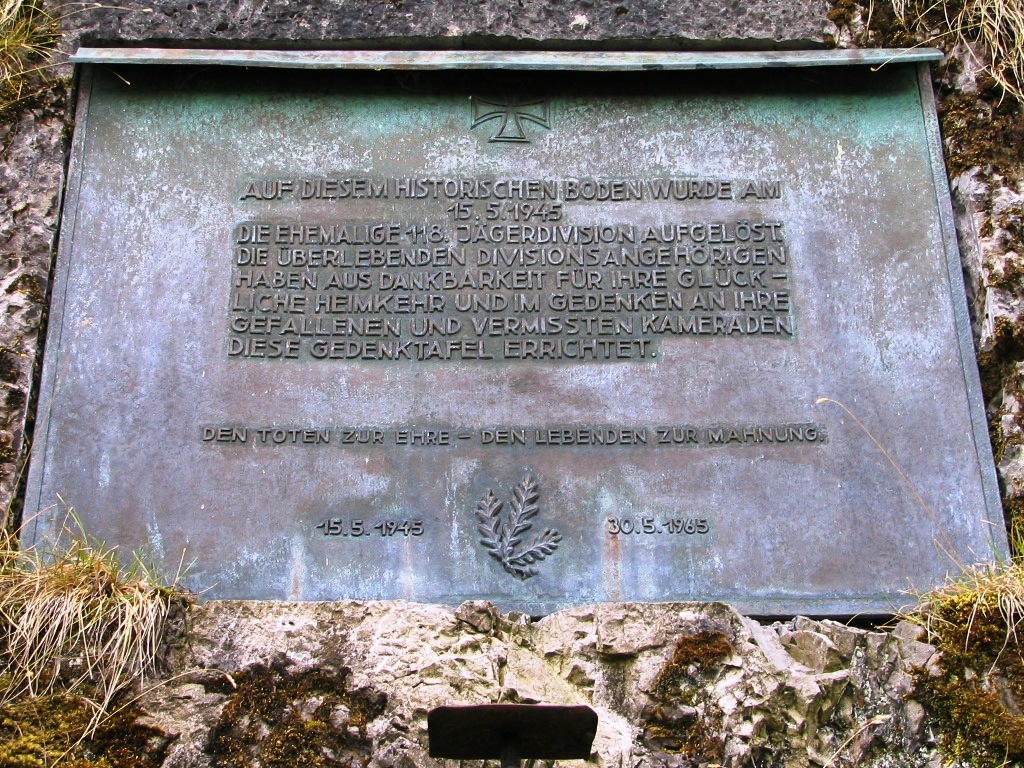
Мемориальная доска в память о солдатах дивизии (Австрия)

В мае 1941 года только что сформированная 718-я пехотная дивизия была направлена в Югославию и размещена на территории марионеточного Независимого государства Хорватия. Штаб дивизии размещался в городе Баня-Лука, но позднее был перенесён в Сараево. Дивизия подчинялась 9-му горному армейскому корпусу СС.

### Борьба с партизанами
Дивизия участвовала в боях с партизанами в восточной Боснии в январе 1942 года. В сентябре — декабре дивизия участвовала в боевых действиях в районе города Яйце против 1-й и 3-й дивизий Народно-освободительной армии Югославии. В январе 1943 года дивизия вела бои против 1-й Пролетарской дивизии в районе между реками Врбас и Босна. В ходе операции «Вайс II» была проведена зачистка территории между Горни-Вакуфом и Коницем.
В марте — апреле 1943 года дивизия была пополнена новобранцами и бронетехникой, 1 апреля 1943 получила новое наименование 118-я егерская дивизия.

### Состав
- 738-й лёгкий пехотный полк
- 750-й лёгкий пехотный полк
- 668-й артиллерийский полк
- 118-й разведывательный батальон
- 118-й противотанковый артиллерийский дивизион
- 118-й сапёрный батальон
- 118-й батальон связи

### Разгром дивизии
В битве на реке Сутьеске (май — июнь 1943 года) дивизия понесла серьёзные потери. Летом 1944 года дивизия была передислоцирована в Далмацию под управление 5-го горного армейского корпуса СС, где продолжала борьбу с партизанами. В октябре 1944 года участвовала в обороне Белграда от советских войск, но была отброшена к области Срем. В феврале 1945 года была переброшена в Южную Венгрию, а позднее отступила в Австрию, где обороняла Вену. В мае 1945 года сдалась в плен советским войскам.
Командующий дивизией генерал Йозеф Кюблер был арестован, доставлен в Белград. В феврале 1947 года его казнили по приговору военного трибунала за преступления против мирных жителей.

## Командующие дивизией
- Генерал-лейтенант Йохан Фортнер (3 мая 1941 — 14 марта 1943)
- Генерал-лейтенант Йозеф Кюблер (14 марта 1943 — 10 июля 1944)
- Полковник Рудольф Гертлер (10 июля 1944, временно исполнял обязанности)
- Генерал-майор Хуберт Ламей (10 июля 1944 — 8 мая 1945)

## Награждённые Рыцарским крестом Железного креста
- Йоханнес Тёрнер, 11.07.1944 — капитан, командир 3-го батальона 738-го лёгкого пехотного полка
- Ганс Фидлер, 26.12.1944 — ротмистр, командир 118-го разведывательного батальона
- Герберт Линденблатт, 03.05.1945 — оберстлейтенант, командир 750-го лёгкого пехотного полка (награждение не подтверждено)